# مسابقات جهانی ژیمناستیک هنری ۱۹۸۳
مسابقات جهانی ژیمناستیک هنری ۱۹۸۳ بیست و دومین دوره مسابقات جهانی ژیمناستیک هنری است که در بوداپست، مجارستان از ۲۳ تا ۳۰ نوامبر ۱۹۸۳ میلادی برگزار شده است.

## جدول مدال‌ها
| رتبه | کشور               | طلا | نقره | برنز | مجموع |
| ۱    | اتحاد جماهیر شوروی | ۹   | ۵    | ۱    | ۱۵    |
| ۲    | چین                | ۳   | ۲    | ۴    | ۹     |
| ۳    | رومانی             | ۱   | ۵    | ۲    | ۸     |
| ۴    | ژاپن               | ۱   | ۱    | ۲    | ۴     |
| ۵    | آلمان شرقی         | ۱   | ۰    | ۲    | ۳     |
| ۶    | بلغارستان          | ۱   | ۰    | ۱    | ۲     |
| ۷=   | فرانسه             | ۰   | ۱    | ۰    | ۱     |
| ۷=   | مجارستان           | ۰   | ۱    | ۰    | ۱     |
| ۷=   | چکسلواکی           | ۰   | ۱    | ۰    | ۱     |